# Fernando Cornejo
Fernando Andrés Cornejo Jiménez (ur. 28 stycznia 1969 w Rengo, zm. 24 stycznia 2009 w Santiago) – piłkarz chilijski grający na pozycji prawego obrońcy lub pomocnika. Nosił przydomki „El Feña” i „Corazón de Minero”.

## Kariera klubowa
Cornejo karierę piłkarską rozpoczął w klubie O’Higgins z miasta Ranacgua. W jego barwach zadebiutował w 1990 roku w lidze chilijskiej. Grał tam przez dwa lata, a na początku 1992 roku przeszedł do Club de Deportes Cobreloa. W swoim pierwszym sezonie w tym zespole wywalczył mistrzostwo Chile, dzięki czemu w 1993 roku wystąpił w Copa Libertadores. W Cobreloa grał do końca 1997 roku, jednak nie osiągnął większych sukcesów. W 1998 roku podpisał kontrakt z Universidad Católica. W stołecznym klubie spędził dwa sezony, po czym w 2000 roku wrócił do drużyny Cobreloa. Grał w nim jeszcze przez cztery kolejne lata. W 2003 roku został mistrzem fazy Apertura oraz Clausura, a po zakończeniu sezonu zakończył piłkarską karierę w wieku 34 lat.

## Kariera reprezentacyjna
W reprezentacji Chile Cornejo zadebiutował w 9 kwietnia 1991 w przegranym 0:1 towarzyskim spotkaniu z Meksykiem. W 1993 roku był członkiem kadry na Copa América 1993, ale nie zagrał w żadnym spotkaniu. W 1995 roku zaliczył trzy spotkania na Copa América 1995. W 1998 roku został powołany przez Nelsona Acostę do kadry na Mistrzostwa Świata we Francji. Tam wystąpił w trzech spotkaniach: grupowych z Włochami (2:2) i z Kamerunem (1:1) oraz w 1/8 finału z Brazylią (1:4). Ostatni mecz w reprezentacji rozegrał w 2000 roku przeciwko Kolumbii (0:1). W kadrze narodowej zagrał 33 razy i zdobył 2 gole.
Zmarł 24 stycznia 2009 roku na raka żołądka.